# Solanum salamancae
Solanum salamancae là loài thực vật có hoa trong họ Cà. Loài này được Hunz. & Barboza miêu tả khoa học đầu tiên năm 1993.